# Albert Hofmann
Albert Hofmann, född 11 januari 1906 i Baden, död 29 april 2008 i Burg im Leimental, var en schweizisk fil. dr i kemi som är mest känd för att ha syntetiserat och upptäckt de psykiska effekterna av hallucinogenen LSD.

## Biografi

### Sjölöksforskning
Efter att ha avslutat sina kemistudier vid Zürichs universitet 1929, anställdes han av läkemedelsföretaget Sandoz och började arbeta vid ett av deras farmakologisk-kemiska forskningslabb. Den forsknings som bedrevs i dessa labb var centrerad kring att framställa koncentrerade läkemedel från kända medicinska plantor. Hofmanns första år vid laboratoriet ägnades åt studier av sjölök (Urginea maritima). De farmakologiskt aktiva beståndsdelarna i sjölök är hjärtglykosider. Sandoz hade redan syntetiserat isolerade hjärtglykosider från sjölök, men den kemiska strukturen i dessa ämnen var i stort sett okänd vid tillfället. I sin forskning påvisade Hofmann skillnader mellan sjölöksglykosider och digitalisglykosider (glykosider från växter från digitalissläktet), och strukturella kemiska likheter mellan sjölöksglykosider och de toxiska beståndsdelarna i grodors hudkörtlar. År 1935 avslutades för tillfället Hofmanns studier av sjölök.

### Forskning på mjöldryga
Därefter började Hofmann forska kring mjöldrygans alkaloider. Arthur Stoll, som var Hofmanns arbetskamrat på Sandoz, hade tidigare forskat på mjöldrygans alkaloider, och därigenom kunnat framställa ergotamin. Efter framställandet av ergotamin avstannade dock studierna av mjöldrygans alkaloider, tills Hofmann återupptog dem.
Han påbörjade dessa studier genom att undersöka om det gick att framställa ergometrin syntetiskt, genom att kemiskt kombinera de två beståndsdelarna av ergometrin, lysergsyra och propanolamin. Trots att lysergsyra är en mycket instabil substans lyckades Hofmann hitta ett sätt att framställa ergometrin syntetiskt. Värdet i detta var dels en bekräftelse av ergometrinets kemiska uppsättning, men även en effektivisering av ergometrinproduktionen. Ergometrin fanns redan på marknaden, men att utvinna ämnet direkt ur mjöldrygan innebar att bara en relativt liten del av mjöldrygan kom till användning. Genom Hofmanns metod kunde en större del av mjöldrygan användas för att producera ergometrin.
Därefter fortsatte Hofmann studierna genom att försöka farmakologiskt förbättra ergometrin, genom att förändra aminoalkohol-delen av substansen. Genom att byta ut propanolamin mot butanolamin förbättrades ergometrinets farmakologiska effekt. Den förbättrade formen av ergometrin började snabbt användas världen över.

### Den första syntetiseringen av LSD-25
Hofmann fortsatte dock att experimentera med lysergsyra, i syfte att framställa nya substanser. Ergometrin används för att behandla/förhindra postpartumblödning (kraftig blodförlust efter barnafödsel), men Hofmanns fortsatta experiment med lysergsyran var ämnade att hitta substanser som kunde ha andra farmakologiska effekter. Det 25:e lysergsyrederivatet var vad som blev LSD (lysergsyrediathylamin). LSD benämns som LSD-25 eftersom det var Hofmanns 25:e lysergsyrederivat.
Hofmanns syfte med framställningen av det 25:e lysergsyrederivatet var att framställa ett analeptikum. Han bedömde det som rimligt att kombinationen av lysergsyra och dietylamin skulle kunna fungera som analeptikum, eftersom den kemiska strukturen av kombinationen liknade ett redan existerande analeptikum – Nicetamid (som består av nikotinsyra och dietylamin). De farmakologiska tester som utfördes på LSD-25 visade att substansen orsakade uteruskontraktioner, dock ej lika väl som ergometrin, samt att försöksdjuren blev rastlösa trots narkospåverkan. Farmakologerna bedömde att substansen inte skulle kunna vara särskilt användbar, så några fler tester utfördes inte.

### Forskning på ergotoxin
Hofmann började därefter studera ergotoxin, det ämne som används för att framställa lysergsyra, och upptäckte att ergotoxin inte var en homogen substans, utan en blandning av olika substanser. En av dessa substanser hade redan upptäckts av Arthur Stoll och E. Burckhardt (ergokristin), men de två andra alkaloiderna var nya. Hofmann döpte dem till ergokornin och ergokryptin. Hofmann utförde sedan hydrogenering på dessa tre alkaloider, vilket framställde substanserna dihydroergokristin, dihydroergokryptin och dihydroergokornin. Dessa tre substanser användes senare för att producera läkemedlet Hydergine. Hofmann framställde även dihydroergotamin (genom hydrogenering av ergotamin), som senare användes för att framställa blodtrycksläkemedlet Dihydergot.

### Den andra syntetiseringen av LSD, och upptäckten av dess psykiska effekter
Vidare läsning: LSD-25
1943, fem år efter Hofmann hade syntetiserat LSD för första gången, syntetiserade han LSD igen. Han beskrev i sin bok LSD – mitt sorgebarn, att han inte hade kunnat släppa tanken om att denna till synes obetydliga substans kunde ha farmakologiskt intressanta effekter. Därför framställde han substansen igen, i syfte att utföra fler tester. När han framställde substansen igen, var han tvungen att tillfälligt avbryta sitt arbete eftersom han av misstag hade blivit påverkad av substansen. I en rapport skrev han såhär:
Förra fredagen, 16 april 1943, var jag tvungen att avbryta mitt arbete i laboratoriet mitt på eftermiddagen och gå hem, eftersom jag upplevde en påtaglig rastlöshet kombinerad med viss yrsel. Väl hemma låg jag ned, och sjönk ned i ett inte så obehagligt tillstånd, karaktäriserat av extremt livlig fantasi. I ett drömlikt tillstånd, med ögonen stängda (jag upplevde dagsljuset som obehagligt bländande), upplevde jag ett oändligt flöde av fantastiska bilder, extraordinära former med intensiva, kalejdoskopiska färgmönster. Efter cirka två timmar började effekterna avta.–Hofmann (1980)
Exakt hur Hofmann hade fått i sig substansen är oklart. Han trodde själv att den enda möjliga orsaken var att en liten mängd hade absorberats genom hans fingertoppar. För att testa om det var LSD som hade orsakat reaktionen, utförde han ett experiment på sig själv. Med vetskapen om hur potent alkaloiderna från mjöldrygan var, valde han att testa med en så liten mängd som han trodde skulle kunna ge effekt: 0,25mg (250μg). Han intog substansen upplöst i vatten, och rapporterade samma effekter som förra gången, men skrev att de var mycket mer intensiva. Han rapporterade även ångestkänslor, förlamningssymptom, ett begär att skratta, samt svårigheter att tala normalt. I hans bok ”LSD - mitt sorgebarn” beskrev han hur detta experiment snabbt tog en vändning till en levande mardröm. Han fick horribla hallucinationer, och trodde att han skulle bli tokig och/eller dö.
Hofmann berättade senare om sitt experiment till sina forskarkollegor, som var skeptiska över att en så låg dos av en substans kunde ha så starka psykiska effekter. Vid tillfället fanns det ingen känd substans som var psykoaktiv vid så mikroskopiska doser. Professor Rothlin och två av hans kollegor prövade även substansen, dock vid betydligt mindre doser än Hofmann hade tagit, vilket gjorde att skepticismen över Hofmanns rapport försvann.
Han har alltid förespråkat ansvarsfull och försiktig användning av LSD, men dock inte rekommenderat det till alla, som exempelvis Timothy Leary gjort. Hofmann var nära vän med den tyske författaren Ernst Jünger, och de utförde under 50-talet tillsammans ett flertal icke-medicinska experiment med LSD. Jünger har i flera böcker beskrivit dessa erfarenheter, bland annat i Psykonauterna (1970, svensk översättning 1978) och i romanen Besuch auf Godenholm (1952, engelsk översättning 2015).

### Pensionering
Efter att han pensionerade sig satt Hofmann i Nobelpris-kommittén, han var docent inom "World Academy of Sciences" och medlem i "International Society of Plant Research" samt "American Society of Pharmacognosy".
År 2007 kom han på tio-i-topp över världens största genier, framröstad av engelska The Guardian. I tidningen The Telegraph gick det ännu bättre samma år, då han röstades fram som #1.

## Utmärkelser
- Scheelepriset 1971

### Kännhänvisningar
- Hofmann, Albert (1980) LSD - My Problem Child. McGraw-Hill Book Company ISBN 0-07-029325-2 PDF